# Diego Lorenzi
Diego Lorenzi (14 de novembre de 1939, Valdastico, Itàlia) és un sacerdot italià. Fou secretari privat del Papa Joan Pau I des que fou nomenat Patriarca de Venècia fins al final del seu pontificat el 1978.

## Biografia
Entrà al seminari de jove i en l'orde religiós del sant italià Luigi Orione. Fou ordenat sacerdot el 20 de maig del 1967.
Al llarg del temps, Diego Lorenzi va conèixer el cardenal Albino Luciani durant l'època en què fou Patriarca de Venècia, i el nomenà el seu secretari personal, fins que Luciani arribà al pontificat el 26 d'agost del 1978 com a Joan Pau I, per la qual cosa Diego passà a ser el secretari personal del nou Papa.
Després de la mort de Joan Pau I el 28 de setembre de 1978 fou escollit com a Summe Pontífex Joan Pau II, i Diego ocupà diversos càrrecs a altres països, essent també missioner a l'Argentina i al seu país natal, Itàlia.